# Alive in Poland
Alive In Poland är den andra livealbumet av den brittiska heavy metal-gruppen Blaze Bayley. Konserten filmades den 24 - 25 april 2007 i Polen under gruppens framträdande på Metalmania. Detta är också den enda inspelningen som de två medlemmarna Rich Newport och Rico Banderra hann att göra med bandet innan de av olika anledningar hoppade av.

## Låtlista
1. "Intro" - 0:46
2. "Speed of Light" - 4:22
3. "The Brave" - 3:34
4. "Futureal" - 5:04
5. "Alive" - 5:38
6. "Tough as Steel" - 4:43
7. "Man on the Edge" - 5:13
8. "Virus" - 7:00
9. "Ten Seconds" - 5:49
10. "When Two Worlds Collide" - 6:58
11. "Look for the Truth" - 7:46
12. "Kill and Destroy" - 4:34
13. "Silicon Messiah" - 6:12
14. "Tenth Dimension" - 6:36
15. "Sign of the Cross" - 9:28
16. "Born as a Stranger" - 6:58

## Banduppsättning
- Blaze Bayley - Sång
- Rico Banderra - Trummor
- David Bermudez - Bas
- Nick Bermudez - Gitarr
- Rich Newport - Gitarr